# Giro del Delfinato 2018
Il Giro del Delfinato 2018, settantesima edizione della corsa e valido come ventitreesima prova dell'UCI World Tour 2018 categoria 2.UWT, si svolse in sette tappe precedute da un cronoprologo dal 3 al 10 giugno 2018 su un percorso di 951,6 km, con partenza da Valence e arrivo a Saint-Gervais Mont Blanc, in Francia. La vittoria fu appannaggio del britannico Geraint Thomas, il quale completò il percorso in 24h43'12", precedendo il connazionale Adam Yates e il francese Romain Bardet.
Sul traguardo di Saint-Gervais Mont Blanc 112 ciclisti, su 153 partiti da Valence, portarono a termine la competizione.

## Tappe
| Tappa  | Data      | Percorso                                               | km    | Vincitore di tappa | Leader cl. generale |
| ------ | --------- | ------------------------------------------------------ | ----- | ------------------ | ------------------- |
| Pr.    | 3 giugno  | Valence > Valence (cron. individuale)                  | 6,6   | Michał Kwiatkowski | Michał Kwiatkowski  |
| 1ª     | 4 giugno  | Valence > Saint-Just-Saint-Rambert                     | 179   | Daryl Impey        | Michał Kwiatkowski  |
| 2ª     | 5 giugno  | Montbrison > Belleville                                | 180,5 | Pascal Ackermann   | Daryl Impey         |
| 3ª     | 6 giugno  | Pont-de-Vaux > Louhans-Châteaurenaud (cron. a squadre) | 35    | Team Sky           | Michał Kwiatkowski  |
| 4ª     | 7 giugno  | Chazey-sur-Ain > Lans-en-Vercors                       | 181   | Julian Alaphilippe | Gianni Moscon       |
| 5ª     | 8 giugno  | Grenoble > Valmorel                                    | 130,5 | Daniel Martin      | Geraint Thomas      |
| 6ª     | 9 giugno  | Frontenex > La Rosière                                 | 110   | Pello Bilbao       | Geraint Thomas      |
| 7ª     | 10 giugno | Moûtiers > Saint-Gervais Mont Blanc                    | 129   | Adam Yates         | Geraint Thomas      |
| Totale | Totale    | Totale                                                 | 951,6 |                    |                     |

## Squadre e corridori partecipanti
| N.      | Cod. | Squadra                    |
| ------- | ---- | -------------------------- |
| 1-7     | AST  | Astana Pro Team            |
| 11-17   | UAD  | UAE Team Emirates          |
| 21-27   | SKY  | Team Sky                   |
| 31-37   | ALM  | AG2R La Mondiale           |
| 41-47   | BMC  | BMC Racing Team            |
| 51-57   | TBM  | Bahrain-Merida             |
| 61-67   | BOH  | Bora-Hansgrohe             |
| 71-77   | LTS  | Lotto Soudal               |
| 81-87   | COF  | Cofidis, Solutions Crédits |
| 91-97   | MOV  | Movistar Team              |
| 101-107 | QST  | Quick-Step Floors          |

| N.      | Cod. | Squadra                        |
| ------- | ---- | ------------------------------ |
| 111-117 | GFC  | Groupama-FDJ                   |
| 121-127 | TKA  | Team Katusha Alpecin           |
| 131-137 | MTS  | Mitchelton-Scott               |
| 141-147 | FST  | Team Fortuneo-Samsic           |
| 151-157 | EFD  | Team EF Education First-Drapac |
| 161-167 | WGG  | Wanty-Groupe Gobert            |
| 171-177 | DDD  | Team Dimension Data            |
| 181-187 | TLJ  | Team Lotto NL-Jumbo            |
| 191-197 | SUN  | Team Sunweb                    |
| 201-207 | TFS  | Trek-Segafredo                 |
| 211-217 | VCC  | Vital Concept Cycling Club     |

## Dettagli delle tappe

### Prologo
- 3 giugno: Valence > Valence – Cronometro individuale – 6,6 km

Risultati
| Pos. | Corridore          | Squadra  | Tempo |
| ---- | ------------------ | -------- | ----- |
| 1    | Michał Kwiatkowski | Sky      | 7'25" |
| 2    | Jos van Emden      | Lotto NL | a 1"  |
| 3    | Gianni Moscon      | Sky      | a 3"  |

| Pos. | Corridore          | Squadra  | Tempo |
| ---- | ------------------ | -------- | ----- |
| 1    | Michał Kwiatkowski | Sky      | 7'25" |
| 2    | Jos van Emden      | Lotto NL | a 1"  |
| 3    | Gianni Moscon      | Sky      | a 3"  |

### 1ª tappa
- 4 giugno: Valence > Saint-Just-Saint-Rambert – 179 km

Risultati
| Pos. | Corridore          | Squadra    | Tempo    |
| ---- | ------------------ | ---------- | -------- |
| 1    | Daryl Impey        | Mitchelton | 4h24'26" |
| 2    | Julian Alaphilippe | Quick-Step | s.t.     |
| 3    | Pascal Ackermann   | Bora       | s.t.     |

| Pos. | Corridore          | Squadra    | Tempo    |
| ---- | ------------------ | ---------- | -------- |
| 1    | Michał Kwiatkowski | Sky        | 4h31'51" |
| 2    | Daryl Impey        | Mitchelton | a 2"     |
| 3    | Gianni Moscon      | Sky        | a 3"     |

### 2ª tappa
- 5 giugno: Montbrison > Belleville – 180,5 km

Risultati
| Pos. | Corridore        | Squadra    | Tempo    |
| ---- | ---------------- | ---------- | -------- |
| 1    | Pascal Ackermann | Bora       | 4h19'57" |
| 2    | E. Boasson Hagen | Dimension  | s.t.     |
| 3    | Daryl Impey      | Mitchelton | s.t.     |

| Pos. | Corridore          | Squadra    | Tempo    |
| ---- | ------------------ | ---------- | -------- |
| 1    | Daryl Impey        | Mitchelton | 8h51'46" |
| 2    | Michał Kwiatkowski | Sky        | a 2"     |
| 3    | Gianni Moscon      | Sky        | a 5"     |

### 3ª tappa
- 6 giugno: Pont-de-Vaux > Louhans-Châteaurenaud – Cronometro a squadre – 35 km

Risultati
| Pos. | Squadra         | Tempo  |
| ---- | --------------- | ------ |
| 1    | Team Sky        | 36'33" |
| 2    | BMC Racing Team | a 38"  |
| 3    | Lotto Soudal    | a 53"  |

| Pos. | Corridore            | Squadra | Tempo    |
| ---- | -------------------- | ------- | -------- |
| 1    | Michał Kwiatkowski   | Sky     | 9h28'21" |
| 2    | Gianni Moscon        | Sky     | a 3"     |
| 3    | Jonathan Castroviejo | Sky     | a 9"     |

### 4ª tappa
- 7 giugno: Chazey-sur-Ain > Lans-en-Vercors – 181 km

Risultati
| Pos. | Corridore          | Squadra    | Tempo    |
| ---- | ------------------ | ---------- | -------- |
| 1    | Julian Alaphilippe | Quick-Step | 4h26'58" |
| 2    | Daniel Martin      | UAE        | s.t.     |
| 3    | Geraint Thomas     | Sky        | s.t.     |

| Pos. | Corridore          | Squadra | Tempo     |
| ---- | ------------------ | ------- | --------- |
| 1    | Gianni Moscon      | Sky     | 13h55'30" |
| 2    | Michał Kwiatkowski | Sky     | a 6"      |
| 3    | Geraint Thomas     | Sky     | s.t.      |

### 5ª tappa
- 8 giugno: Grenoble > Valmorel – 130,5 km

Risultati
| Pos. | Corridore      | Squadra    | Tempo    |
| ---- | -------------- | ---------- | -------- |
| 1    | Daniel Martin  | UAE        | 3h21'19" |
| 2    | Geraint Thomas | Sky        | a 4"     |
| 3    | Adam Yates     | Mitchelton | a 15"    |

| Pos. | Corridore      | Squadra | Tempo     |
| ---- | -------------- | ------- | --------- |
| 1    | Geraint Thomas | Sky     | 17h16'53" |
| 2    | Damiano Caruso | BMC     | a 1'09"   |
| 3    | Gianni Moscon  | Sky     | s.t.      |

### 6ª tappa
- 9 giugno: Frontenex > La Rosière – 110 km

Risultati
| Pos. | Corridore      | Squadra | Tempo    |
| ---- | -------------- | ------- | -------- |
| 1    | Pello Bilbao   | Astana  | 3h34'11" |
| 2    | Geraint Thomas | Sky     | a 21"    |
| 3    | Daniel Martin  | UAE     | a 23"    |

| Pos. | Corridore      | Squadra    | Tempo     |
| ---- | -------------- | ---------- | --------- |
| 1    | Geraint Thomas | Sky        | 20h51'19" |
| 2    | Adam Yates     | Mitchelton | a 1'29"   |
| 3    | Romain Bardet  | AG2R       | a 2'01"   |

### 7ª tappa
- 10 giugno: Moûtiers > Saint-Gervais Mont Blanc – 129 km

Risultati
| Pos. | Corridore      | Squadra    | Tempo    |
| ---- | -------------- | ---------- | -------- |
| 1    | Adam Yates     | Mitchelton | 3h51'34" |
| 2    | Daniel Navarro | Cofidis    | a 4"     |
| 3    | Romain Bardet  | AG2R       | a 9"     |

| Pos. | Corridore      | Squadra    | Tempo     |
| ---- | -------------- | ---------- | --------- |
| 1    | Geraint Thomas | Sky        | 24h43'12" |
| 2    | Adam Yates     | Mitchelton | a 1'00"   |
| 3    | Romain Bardet  | AG2R       | a 1'47"   |

## Evoluzione delle classifiche
| Tappa              | Vincitore          | Classifica generale Maglia gialla | Classifica a punti Maglia verde | Classifica scalatori Maglia blu a pois | Classifica giovani Maglia bianca | Classifica a squadre |
| ------------------ | ------------------ | --------------------------------- | ------------------------------- | -------------------------------------- | -------------------------------- | -------------------- |
| Pr.                | Michał Kwiatkowski | Michał Kwiatkowski                | Michał Kwiatkowski              | non assegnata                          | Gianni Moscon                    | Team Sky             |
| 1ª                 | Daryl Impey        | Michał Kwiatkowski                | Michał Kwiatkowski              | Brice Feillu                           | Gianni Moscon                    | Team Sky             |
| 2ª                 | Pascal Ackermann   | Daryl Impey                       | Daryl Impey                     | Brice Feillu                           | Gianni Moscon                    | Team Sky             |
| 3ª                 | Team Sky           | Michał Kwiatkowski                | Daryl Impey                     | Brice Feillu                           | Gianni Moscon                    | Team Sky             |
| 4ª                 | Julian Alaphilippe | Gianni Moscon                     | Daryl Impey                     | Dario Cataldo                          | Gianni Moscon                    | Team Sky             |
| 5ª                 | Daniel Martin      | Geraint Thomas                    | Pascal Ackermann                | Dario Cataldo                          | Gianni Moscon                    | Team Sky             |
| 6ª                 | Pello Bilbao       | Geraint Thomas                    | Daryl Impey                     | Dario Cataldo                          | Marc Soler                       | Team Sky             |
| 7ª                 | Adam Yates         | Geraint Thomas                    | Daryl Impey                     | Dario Cataldo                          | Pierre Latour                    | Team Sky             |
| Classifiche finali | Classifiche finali | Geraint Thomas                    | Daryl Impey                     | Dario Cataldo                          | Pierre Latour                    | Team Sky             |

## Classifiche finali

### Classifica generale - Maglia gialla
| Pos. | Corridore        | Squadra     | Tempo     |
| ---- | ---------------- | ----------- | --------- |
| 1    | Geraint Thomas   | Sky         | 24h43'12" |
| 2    | Adam Yates       | Mitchelton  | a 1'00"   |
| 3    | Romain Bardet    | AG2R        | a 1'47"   |
| 4    | Daniel Martin    | UAE         | a 2'35"   |
| 5    | Damiano Caruso   | BMC         | a 2'44"   |
| 6    | Emanuel Buchmann | Bora        | a 3'05"   |
| 7    | Pierre Latour    | AG2R        | a 4'05"   |
| 8    | Pierre Rolland   | Educ. First | a 4'22"   |
| 9    | Daniel Navarro   | Cofidis     | a 4'31"   |
| 10   | Il'nur Zakarin   | Katusha     | a 4'45"   |

### Classifica a punti - Maglia verde
| Pos. | Corridore          | Squadra    | Punti |
| ---- | ------------------ | ---------- | ----- |
| 1    | Daryl Impey        | Mitchelton | 45    |
| 2    | Daniel Martin      | UAE        | 42    |
| 3    | Geraint Thomas     | Sky        | 40    |
| 4    | Julian Alaphilippe | Quick-Step | 37    |
| 5    | Adam Yates         | Mitchelton | 36    |

### Classifica scalatori - Maglia blu a pois
| Pos. | Corridore      | Squadra | Punti |
| ---- | -------------- | ------- | ----- |
| 1    | Dario Cataldo  | Astana  | 53    |
| 2    | Pello Bilbao   | Astana  | 37    |
| 3    | Daniel Navarro | Cofidis | 28    |
| 4    | Geraint Thomas | Sky     | 26    |
| 5    | Daniel Martin  | UAE     | 25    |

### Classifica giovani - Maglia bianca
| Pos. | Corridore          | Squadra  | Tempo     |
| ---- | ------------------ | -------- | --------- |
| 1    | Pierre Latour      | AG2R     | 24h47'17" |
| 2    | Antwan Tolhoek     | Lotto NL | a 1'16"   |
| 3    | Guillaume Martin   | Wanty    | a 1'49"   |
| 4    | Tao Geoghegan Hart | Sky      | a 3'00"   |
| 5    | Tiesj Benoot       | Lotto    | a 4'29"   |

### Classifica a squadre
| Pos. | Squadra                    | Tempo     |
| ---- | -------------------------- | --------- |
| 1    | Team Sky                   | 73h17'36" |
| 2    | UAE Team Emirates          | a 7'18"   |
| 3    | AG2R La Mondiale           | a 10'50"  |
| 4    | Cofidis, Solutions Crédits | a 18'39"  |
| 5    | Team Katusha Alpecin       | a 37'11"  |